# Stenvard
Stenvard är ett släktnamn från Norge. Vard är en gammal benämning på primitiv kungagrav av sten. Ett tiotal personer heter Stenvard i Sverige och Norge.